# Vedelöv
Vedelöv är en bebyggelse söder om Påarp och öster om Välluv  i Välluvs socken i Helsingborgs kommun.  Bebyggelsen blev av SCB 2023 avgränsad till en småort. 